# بيوتزو
بيوتزو هي بلدية (بلدية) في مقاطعة كونيو في منطقة بيدمونت الإيطالية، وتقع على بعد قرابة 60 كيلومتر (37 ميل) جنوب تورينو وقرابة 30 كيلومتر (19 ميل) شمال شرق كونيو. اعتبارًا من 1 يناير 2017، كان عدد سكانها 998 نسمة ومساحتها 14.3 كيلومتر مربع (5.5 ميل2). 
تقع بيوتزو على حدود البلديات التالية: بيني فاجينا، كارو، فاريليانو، ليكيو تانارو.